# Colmar
Colmar er den administrative hovedby i departementet Haut-Rhin i Frankrig. Mens Alsace fra 1871 til 1918 var en del af det tyske kejserrige, hed byen Kolmar.
Colmar blev tilknyttet Frankrig i 1697.
Byen ligger på Vinruten i Alsace.

## Byens berømte søn
Den franske billedhugger Frédéric Auguste Bartholdi (1834 – 1904) blev født i Colmar. Bartholdi huskes især for skabelsen af Frihedsgudinden. I Colmar er der rejst en kopi i halv størrelse af Frihedsgudinden for at ære ham.